# 李桂生 (香港)
李桂生（別名李湖/和）是一名於香港日佔時期為憲兵隊工作的警察，他於新界元朗一帶對於盟軍間諜和游擊隊成員進行偵查和刑拘活動。日本戰敗後被捕，被控違法1940年防務條例和虐待多名被捕者，1947年被判處7年苦工監禁。

## 簡歷
李桂生是一名華人，於香港土生土長，家中有一家五口，於1944年7月起為元朗憲兵隊工作，擔任三等憲查，直到日本戰敗。他在該段時期協助日方打擊元朗一帶的游擊隊活動，對元朗鄉民施以恐嚇，以酷刑對被捕者逼供，令被捕者被憲兵隊監禁甚至遭殺害。日本戰敗後，他沒有逃離香港，並以假名加入香港警隊，最後被局方揭發他於戰時的暴行。

## 審判過程
李桂生一案由督察麥基烈（Inspector McCadie）負責，於1946年12月完成認人程序，案件先於裁判署進行初審，控罪指他曾協助憲兵隊拘捕11名華人，指他們為游擊隊或曾協助游擊隊。1947年1月，案件於高等法庭正式審訊，主審官是副按察司亞高 （T. J. Gould），主控官是副律政司蘭士度（A. Lonsdale），11條控罪中其中一條被控方撤回。部份證人的供詞如下：
- 受害人黃源（Wong Yim）居於元朗八鄉蓮花地，以務農為生。 1944年7月，李與朱明初以黃欠人款1000元軍票為由拘捕黃，實為指控黃為游擊隊當間諜。黃在押回憲兵部途中遭多次毆打。到了在憲兵部後被綑綁，李、一名日本憲兵和一名通譯以多種酷刑作逼供，包括水刑、毆打和飛機刑，黃被扣留逾百日始能獲釋。
- 受害人李淡崧居於元朗，一家以以務農為生。 1945年1月，李淡崧被李桂生與一名日本憲兵拘捕，自此失去蹤跡。
- 受害人范國良（Fan Kok-leung）居於元朗八鄉，以務農為生。 1945年6月，李桂生與數名日本憲兵到范國良家索問游擊隊情報，即場被長棍和槍柄毆打，當日合共有被27人拘捕。[6]
- 受害人鄧嘉（Tang Ka）是元朗廈村人，於戰前為七號警署警探。1944年12月，鄧在村中聚賭時與李發生磨擦，次日李偕同數人毆打他並將其拘捕，押往元朗憲兵部，遭扣留三個星期。
- 受害人張木火（Cheung Mok-for）是元朗山下村人。1945年8月，李桂生、日本憲兵江田與葉次生等人圍搜該村，聲稱檢查居住證，在村中拘捕包括張在內的14人，指控他們為游擊隊，張被扣留直至日本投降當天，共16天。[7]
- 受害人張榮樂是元朗山下村人，1945年8月被憲兵隊拘捕。到了在憲兵部後被綑綁，李、一名日本憲兵和一名通譯以水刑作逼供，張被扣留直至日本投降當天。
- 受害人胡少關（Wu Shui-kwan）是元朗馬鞍崗村人，1945年6月他與另外四名村民被李桂生與數名日本憲兵拘捕，並遭到嚴刑迫供。連他在內的15人被日本軍事法庭審判，他和另外一人被判終生監禁，四人被判死刑，另外九人被判監十年。他在赤柱監獄服刑至日本投降當天。

李桂生在庭上否認所有罪名，自辯稱自己為日本人工作是為勢所逼，只是服從上級指令工作，且在多項指控中只承認拘捕張木火一事。經審議後，陪審員一致認為被告十項罪名當中六項罪名成立，法官判予七年苦工監禁。其後，李桂生曾申請上訴，經副按察司白樂高爵士（Sir Henry Blackall）和法官威廉士（E. H. Williams）審議被駁回。